# Manohead
Fabrício Rodrigues Garcia, mais conhecido como Manohead (Garopaba, 6 de janeiro de 1985) é um caricaturista e cartunista brasileiro.

## Premiações e seleções
2007
- 3 menções honrosas em caricatura no 14° Salão Nacional de Humor de Ribeirão Preto – SP
- Selecionado no 9° Salão Internacional de Humor de Caratinga – MG
- Selecionado no Fiqh 2007

2008
- Premiado no 1° Festival Internacional de Menções Honrosas – Brasil
- Artista do mês de fevereiro/2008 fórum 3d4all (www.3d4all.org)
- Selecionado no 1° Salão Nacional de Humor Sobre Doação de Órgãos
- Selecionado no 15° Salão Nacional de Humor de Ribeirão Preto – SP[1]
- 2 trabalhos selecionados para o catálogo no 35º Salão Internacional de Humor de Piracicaba – SP
- 3º lugar em caricatura no 7° Salão de Humor de Canoas

2009
- 2º lugar em caricatura no 8° Salão Nacional de Humor de Cerquilho - SP
- Selecionado em caricatura no 17° Salão Internacional de Desenho para Imprensa - Brasil[2]
- Menção honrosa 3° "Black Cat" International Cartoon Web Contest
- 1º lugar em caricatura no XVI Salão Nacional de Humor de Ribeirão Preto - SP[3][4]
- Selecionado em caricatura no 22° Salão de Humor de Volta Redonda
- Selecionado Mostra Internacional de Caricaturas Godofredo Guedes
- 2 trabalhos selecionados 7° Salão de Humor de Mogi Guaçu
- 4 trabalhos selecionados para o catálogo no 36° Salão Internacional de Humor de Piracicaba – SP[5]
- 1º lugar em caricatura no V Salão Internacional de Humor Limeira - SP
- 3 caricaturas finalistas no Salão de Imprensa do Rio
- Menção honrosa em caricatura 1° Salão Internacional de Humor de Campinas - SP
- Menção honrosa em caricatura 10° Salão Internacional de Humor de Caratinga - MG
- Jurado no 2° Festival Internacional de Menções Honrosas – Brasil

2010
- 1º lugar em caricatura no 9° Salão Nacional de Humor de Cerquilho - SP[6]
- Selecionado em caricatura no IV "Nosorog Rhinocervs" Magazine Cartoon Competition
- 1º lugar em caricatura na 1º Mostra de Humor de Jaraguá do Sul
- 2º lugar em charge na 1º Mostra de Humor de Jaraguá do Sul
- Menção honrosa em HQ na 1º Mostra de Humor de Jaraguá do Sul
- 1º lugar em caricatura no 23° Salão de Humor de Volta Redonda - RJ
- Selecionado em Caricatura no XVII Salão Nacional de Humor de Ribeirão Preto - SP
- 3 caricaturas e 1 charge selecionados para o catálogo no 37° Salão Internacional de Humor de Piracicaba – SP
- 2 caricaturas e 1 cartum selecionado para o catálogo no 3º Salão Internacional de Humor da Amazônia
- Menção honrosa em caricatura no VI Salão Internacional de Humor Limeira - SP
- Menção honrosa em Ccaricatura no 6° Salão Internacional de Humor de Paraguaçu Paulista - SP

2011
- Selecionado em caricatura e ilustração editorial no XIX Salão Internacional de Desenho para Imprensa de Porto Alegre - RS
- Selecionado 10º Salão de Humor de Cerquilho - SP
- Selecionado 3º Salão de Humor de Juiz de Fora - FUNALFA
- Menção honrosa no 1° Salão de Humor do Computador
- Selecionado no 24° Salão de Humor de Volta Redonda - RJ
- 1º lugar Trasimeno Blues Web Contest - Itália
- Selecionado em caricatura no III Salão Internacional de Imprensa do Rio de Janeiro
- Menção honrosa em caricatura no 1º Cartumpixaba
- 3º lugar em caricatura no 8º Salão de Humor de Mogi Guaçu - SP
- Menção honrosa em caricatura 11° Salão Internarcional de Humor de Caratinga - MG
- Selecionado em caricatura no XVIII Salão Nacional de Humor de Ribeirão Preto - SP
- Selecionado  para o catálogo no 38° Salão Internacional de Humor de Piracicaba – SP
- 1º lugar na Flash Expo Steve Jobs
- 2º lugar em caricatura no IV Salão Dino de Humor do Litoral Paulista

2012
- 2º lugar em caricatura no 11° Salão Nacional de Humor de Cerquilho - SP
- Selecionado em caricatura, charge e ilustração editorial no XX Salão Internacional de Desenho para Imprensa de Porto Alegre - RS
- Indicado no 24º Troféu HQMix como melhor caricaturista de 2011
- Premio Destaque no 20º Salão Universitário de Humor de Piracicaba - Unimep
- Menção honrosa em caricatura 39° Salão Internacional de Humor de Piracicaba – SP
- Prêmio Júri Popular (Troféu Alceu Righetto) 39° Salão Internacional de Humor de Piracicaba – SP
- Selecionado em caricatura e cartum temático no IV Salão Internacional de Humor da Amazônia
- Menção honrosa em caricatura no 1º Salão de Humor de Guaíra - SP
- Jurado de seleção e premiação no XIX Salão Nacional de Humor de Ribeirão Preto - SP

2013
- Menção honrosa no VI “NOSOROG” Magazine Cartoon Competition
- 1º lugar em caricatura no XXI Salão Internacional de Desenho para Imprensa de Porto Alegre - RS
- 1º lugar em caricatura no 21º Salão Universitário de Humor de Piracicaba - Unimep
- 1º lugar em caricatura no III Concurso Luso-Brasileiro de Cartum Universitário
- 1º lugar em tiras no III Concurso Luso-Brasileiro de Cartum Universitário
- 2º lugar em cartum no III Concurso Luso-Brasileiro de Cartum Universitário